# 赫里曼 (犹他州)
赫里曼（英文：Herriman），是美国犹他州盐湖县下属的一座城市。建市于 1849年，面积大约为20.27平方英里（52.5平方公里），海拔约为5,000英尺（1,500米）。根据2010年美国人口普查，该市有人口21,785人。

## 历史

### 成立
Herriman 由 Henry Harriman、Thomas Jefferson Butterfield、John Jay Stocking 和 Robert Cowan Petty于1851 年创立。[8]在今天的社区花园所在的地方建立了一座堡垒。赫里曼堡唯一的遗迹是两棵矗立在旧堡垒入口附近的黑刺槐树。

### 法 团
Herriman 一直是一个小社区，直到 1999 年，当时关心的公民挨家挨户地要求人们签署一份请愿书以并入一个城镇。1998 年，由 Watt Homes 开发的 Rose Creek Estates 开始了第一个“细分”，该物业占地不到 1 英亩。后来，在 Herriman 周围大片地区获得部分权利的土地开发商 Rosecrest 开始了大规模的住宅开发。[9]Rosecrest 由已故的 James LeVoy Sorenson 创立的母公司 Sorenson Companies[10] 所有。2007 年，Rosecrest 赢得了与合作伙伴土地所有者/开发商的诉讼，该诉讼允许将邻城 Bluffdale 的约 4,000 英亩（16平方公里）并入 Herriman，以进一步扩大 Rosecrest/Herriman 住房项目。该诉讼源于布拉夫代尔市官员、严格的城市建设要求和 Rosecrest 之间的斗争。Rosecrest 的加入极大地增加了 Herriman 的人口，并使该镇变成了一个城市。

## 自然灾害

### 泛滥
2014 年，先锋街的墓地被洪水淹没，许多坟墓被冲毁。该市修复了大部分坟墓并调整了排水系统以适应未来的问题。
2018 年，南 13400 号的水管破裂，导致企业和房屋被洪水淹没。由于园艺工具撞到水线，主线断裂。

### 火灾
该市经常发生火灾。2018 年，一名青年在干草上玩烟雾弹，导致 160 英亩土地被烧毁，三栋房屋被毁。裸露的山脉、干燥的灌木丛和开阔的田野使赫里曼极易发生火灾。

### 机枪射击
2010 年 9 月 19 日，国民警卫队在赫里曼以南的威廉姆斯营进行演习时，曳光弹可能击中了一块岩石，引发了一场 3,500 英亩（14 公里2）的野火。[12]联合消防局成员动员起来，成功阻止了火势的发展，但在此之前，三栋房屋被毁，另一栋房屋受损。各种小型结构也受到影响。面对即将到来的危险，超过 1,200 户家庭被疏散，其中大多数能够在 2010 年 9 月 21 日星期二之前返回。

## 地理
根据美国人口普查局的数据，该市总面积为 23.1 平方英里（59.9 平方公里2），全部为陆地。该市经常吞并其边界以西和以东的新区域。最近的一次吞并是在 2022 年，当时占地 933 英亩的奥林匹亚住房开发项目在城市西侧被吞并。
Herriman 东部与 Riverton、北部的 South Jordan 和东南部的 Bluffdale 接壤。

## 人口
| 调查年 | 人口   | 备注 | %±       |
| ------ | ------ | ---- | -------- |
| 2000   | 1,523  |      | —        |
| 2010   | 21,785 |      | 1,330.4% |
| 2020   | 55,144 |      | 153.1%   |

根据美国人口普查局的估计，截至 2017 年，赫里曼有 39,224 人。该县的种族构成为 83.3% 的非西班牙裔白人、2.2% 黑人、0.8% 亚裔、1.6% 太平洋岛民和 4.4% 来自两个或多个种族。8.0% 的人口是西班牙裔或任何种族的拉丁裔。
截至 2010 年人口普查，该镇有 21,785 人、5,542 户和 5,022 个家庭。人口密度为每平方英里 1075.0 人（64.5/km2）。有 6,022 个住房单元，平均密度为每平方英里 297.2 个（19.4/km2）。该镇的种族构成为 93.3% 白人、0.3%美洲原住民、1.3%亚洲人、0.5%太平洋岛民、0.3% 来自其他种族和 2.3% 来自两个或多个种族。西班牙裔或任何种族的拉丁裔占人口的 6.2%。
共有 5,542 个家庭，其中 44.1% 有 18 岁以下的孩子与他们同住，81.3% 是已婚夫妇同住，6.1% 有女性户主没有丈夫在场，9.4% 是非家庭。6.5% 的家庭由个人组成，1.0% 的家庭有 65 岁或以上的独居者。平均家庭人数为 3.93 人，平均家庭人数为 4.13 人。
该镇的人口分布广泛，18 岁以下占 44.1%，18 至 24 岁占 6.1%，25 至 44 岁占 29.0%，45 至 64 岁占 11.7%，65 岁以上占 2.6%。中位年龄为 24.7 岁。每 100 名女性中有 102.4 名男性。每 100 名 18 岁及以上的女性中，有 100.7 名男性。
该镇一个家庭的收入中位数为 56,361 美元，一个家庭的收入中位数为 57,404 美元。男性的收入中位数为 44,135 美元，而女性为 30,893 美元。人均收入为 18,991 美元。大约 2.9% 的家庭和 3.9% 的人口低于贫困线，其中包括 5.7% 的 18 岁以下人口和 65 岁或以上的人。